# Anton Juriš
Anton Juriš (* 13. srpna 1941 Piešťany) je bývalý slovenský a československý politik Strany zelených, poslanec Sněmovny lidu Federálního shromáždění po sametové revoluci, po vzniku samostatného Slovenska funkcionář Strany zelených na Slovensku a poslanec Národní rady SR.

## Biografie
Působil jako učitel na Střední zemědělské škole v Piešťanech. V roce 1989 se stal předsedou Okresního výboru Slovenského svazu ochránců přírody a krajiny. V letech 1989–1990 patřil mezi zakladatele Strany zelených na Slovensku (tehdy jako součásti celostátní československé politické strany). K roku 1990 je profesně uváděn jako učitel Zemědělské školy zahradnické, bytem Piešťany.
V lednu 1990 zasedl v rámci procesu kooptací do Federálního shromáždění po sametové revoluci do Sněmovny lidu (volební obvod č. 161 – Trnava, Západoslovenský kraj) jako poslanec za Stranu zelených. Do funkce poslance ho navrhl celoslovenský koordinační výbor hnutí Verejnosť proti násiliu. Ve Federálním shromáždění setrval do konce funkčního období, tedy do svobodných voleb roku 1990.
Po vzniku samostatného Slovenska patřil k předním politikům Strany zelených na Slovensku. V roce 1994 se uvádí jako její místopředseda. V parlamentních volbách na Slovensku roku 1994 byl zvolen poslancem Národní rady Slovenské republiky za koalici Spoločná voľba, jejíž součástí se Strana zelených na Slovensku stala. Mandát obhájil v parlamentních volbách na Slovensku roku 1998, nyní coby poslanec za formaci Slovenská demokratická koalice, do níž zelení vstoupili.